# Masacre de La Mejor Esquina
La Masacre de Mejor Esquina fue una masacre ocurrida el 3 de abril de 1988 en Mejor Esquina, Corregimiento del Municipio de Buenavista (Córdoba), Colombia, donde fueron asesinadas 28 personas, incluyendo a un menor de edad (10 años), durante un ataque por parte de Los Magníficos, un grupo paramilitar llamado así por la famosa serie homónima de los años 80. 
La razón del ataque nunca se esclareció, aunque la hipótesis más sonada fue la de una represalia por supuestas ayuda a guerrilleros del EPL. Se establece esta como la primera masacre del paramilitarismo en la Costa Caribe colombiana.

## Hechos
Alrededor de las 10:30 de la noche, en medio de un fandango (una fiesta) en celebración del Domingo de Resurrección, llegaron al pueblo en una camioneta un grupo de doce a quince uniformados armados con fusiles, que irrumpieron violentamente en el lugar de la celebración haciendo disparos y gritando frases como "Salgan todos, partida de guerrilleros".
En una orgía de sangre que duró cerca de media hora, los atacantes mataron a 27 personas, la mayoría con disparos a la cabeza, al corazón, o simplemente con violentas ráfagas que por poco partían a las personas a la mitad. Entre los numerosos muertos estaba el profesor del pueblo por más de 25 años, quién, amparado en la convicción de que "el que nada debe nada teme" se acercó a los asesinos buscando dialogar, pero estos no se lo permitieron y por su accionar altruista recibió dos tiros a quemarropa, uno en el cuello y otro en la espalda. Al salir del lugar los intrusos dijeron una frase que los sobrevivientes nunca pudieron olvidar: "Suerte para los que quedaron vivos; que lloren mucho a sus muertos". Saliendo del pueblo, asesinaron a un desprevenido poblador que se dirigía a la celebración; fue el muerto 28.

## Investigación
El caso de Mejor Esquina quedó Siendo una duda, ya que el proceso prácticamente nunca arrancó. Lo único que se logró fue la acusación como autores intelectuales que el DAS hizo al desaparecido Carlos Castaño y a César Cura. Familiares de las víctimas atribuyen la impunidad a la ineficiencia de la Fiscalía y la justicia colombiana.
En el 2012, la Sala de Justicia y Paz del Tribunal Superior de Medellín le solicitó a la Fiscalía General de la Nación que investigara al exjuez Segundo Especializado de Montería, Fredy Vásquez Ferrer, por su presunta negligencia en la investigación de ese múltiple crimen, pero aún no se sabe qué ocurrió con esta petición.
Se habla de que a partir de este caso se generó una cadena de impunidad para estas masacres que siguieron ocurriendo en los siguientes años en la región y se extenderían al resto del país.

## Memoria histórica
Se construyó un monumento en memoria de las víctimas de la masacre, que queda justo en el sitio donde sucedió. Se trata de unas palomas blancas sobre una bandera de Colombia. Tiene una placa con los nombres de las 28 personas que el 3 de abril de 1988 fueron asesinadas. El crimen sigue en la impunidad.
El poeta colombiano Omar Garzón publicó en su libro Flores para un ocaso un poema titulado Recibiendo a Cristo en La Mejor Esquina, dedicado a las víctimas de la masacre de La Mejor Esquina.